# Brabantsche Voetbalbond
De Brabantsche Voetbalbond (BVB) is een voormalig voetbalbond in Nederland opgericht op 17 december 1899. In 1996 werd de bond die toen eigenlijk vanaf 1940 Afdeling was, opgeheven door herstructurering bij de KNVB. Bij de bond speelden voornamelijk clubs uit de provincie Noord-Brabant en uit de Betuwe.

## Geschiedenis
De Brabantsche Voetbalbond werd opgericht op 17 december 1899 in Tilburg door vertegenwoordigers van de voetbalclubs GVV uit Ginneken, RHBS uit Tilburg en Wilhelmina uit 's-Hertogenbosch.
In de jaren dertig kende de bond zes districten: West-Brabant, regio Breda, regio Tilburg, regio Eindhoven, regio 's-Hertogenbosch en de Betuwe.
In 1940 werd de KNVB geherstructureerd. Landelijk ging de KNVB over op 20 onderafdelingen met daarboven een hoofdlaag voor de beter presterende clubs. Eigenlijk kwam het erop neer dat de voetbalbonden die Nederland tot 1940 nog had gefuseerd werden met de grotere bonden uit de regio's. Voor de provincie Brabant en de Betuwe kwam de afdeling Brabant. Dit was dus eigenlijk het vervolg van de Brabantsche Voetbalbond, en tot het einde van de afdeling in 1996 werd er ook meer gesproken over de Brabants(ch)e Voetbalbond dan over de afdeling Brabant.
In 1996 werd er opnieuw geherstructureerd bij de KNVB. De afdeling Brabant ging samen met de afdelingen Zeeland en Limburg op in de nieuwe districten Zuid I en Zuid II.
Tussen 1940 en 1996 promoveerde clubs uit het hoogste niveau van de Brabantsche Voetbalbond naar de Vierde Klasse van de KNVB. Welke op dat moment het laagste niveau was bij de KNVB. Andersom degradeerde Brabantse clubs vanuit de Vierde Klasse naar het hoogste niveau van de Brabantsche Voetbalbond.
In 1996 bij de herstructurering werden de clubs die op het hoogste niveau zaten bij de Brabantsche Voetbalbond overgeheveld naar de nieuwe Vijfde Klasse van de KNVB. Clubs uit de lagere niveaus van de Brabantsche Voetbalbond gingen over naar de lagere klassen van de KNVB die eveneens nieuw gevormd werden.